# 가르시아 노블레하스역
가르시아 노블레하스 역(스페인어: García Noblejas)은 마드리드 지하철 7호선의 역이다. 마드리드 시우다드리네알 구와 산블라스카니예하스 구에 걸쳐 있으며, 루이스 캄포스 거리 지하에 위치해 있다. 요금구역상으로는 A구역에 속한다.

## 역사
1974년 7월 17일 7호선의 첫번째 구간 (라스 무사스 - 푸에블로 누에보) 개통과 함께 문을 열었다.
2017년부터는 에르나모스 가르시아 노블레하스 거리가 라 인스티투시온 리브레 데 엔세냔사 대로 (Avenida de la Institución Libre de Enseñanza)로 개명되었다. 지하철 역 이름이 이 거리에서 따온 것이었는데 역명도 바뀔지는 아직 불투명한 상황이다.

## 환승 정보
역 주변에 버스 정류장이 총 네 곳 있다.
버스
- 시내버스
  - 4, 28, 38, 48, 70번 (주간)
  - N6번 (야간)
- 시외버스
  - 286, 288, 289번 (주간)
  - N203 (야간)

지하철
| 마드리드 지하철               | 마드리드 지하철       | 마드리드 지하철 |
| ----------------------------- | --------------------- | --------------- |
| 시망카스 오스피탈 델 에나레스 | 마드리드 지하철 7호선 | 아스카오 피티스 |